# Joseph Yieleh Chireh

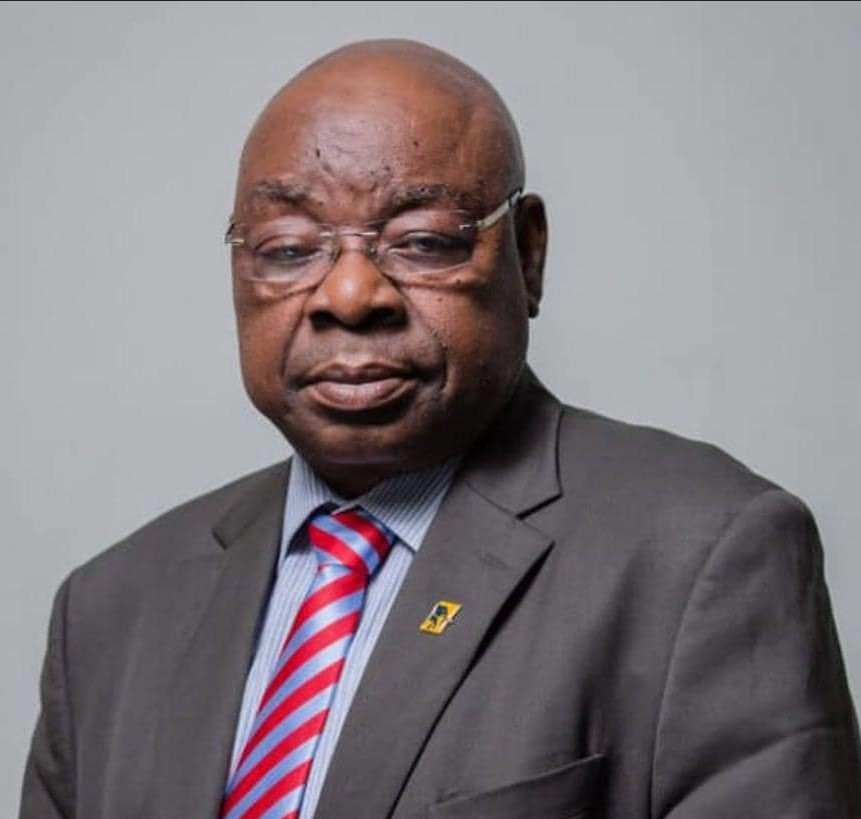
Joseph Yieleh Chireh (2020)

Joseph Yieleh Chireh (* 8. Juli 1954 in Lassia Tuolo, Upper West Region) ist ein ghanaischer Pharmazeut, Rechtspfleger, Botschafter und Politiker (NDC). Seit Januar 2011 ist er Gesundheitsminister im Kabinett Atta Mills.

## Leben

### Ausbildung und Privates
Chireh wurde am 8. Juli 1954 in Lassia Tuolo in der im Nordwesten Ghanas gelegenen Upper West Region geboren. 1975 begann er ein Studium an der Kwame Nkrumah University of Science and Technology in Kumasi; dieses schloss er 1979 als Bachelor of Pharmacy ab. Zwischen 2001 und 2006 besuchte Chireh die Ghana School of Law in Accra, wo er sich als Barrister qualifizierte.
Chireh gehört dem Christentum an. Er ist verheiratet und hat vier Kinder.

### Politische Laufbahn
In der ersten Regierung unter Präsident Jerry John Rawlings war Chireh, Mitglied der sozialdemokratischen National Democratic Congress, Regionalminister der Upper West Region. In der Zeit zwischen 1997 und 2001 amtierte er als Botschafter in Algerien. Nach dem Ende der NPP-Regierung unter Präsident John Agyekum Kufuor wurde Chireh im Februar 2009 als Minister für lokale Verwaltung und ländliche Entwicklung (englisch Minister of Local Government and Rural Development) vereidigt. Zu Beginn des Jahres 2011 vollzog Präsident John Evans Atta Mills eine Kabinettsumbildung, woraufhin Chireh ins Gesundheitsministerium wechselte.
Bei den Parlamentswahlen in den Jahren 2004 und 2008 zog Chireh jeweils für den Wahlkreis Wa West ins Ghanaische Parlament ein. Er erhielt 66,35 (2004) respektive 49,7 Prozent (2008) der gültigen abgegebenen Stimmen.